# لتوهراد
لتوهراد (به چکی: Letohrad) یک منطقهٔ مسکونی و شهرستان دارای شهرک سابقاً روستا در جمهوری چک است که در ناحیه اوستی ناد اورلیتسی واقع شده‌است. لتوهراد ۶٬۲۸۳ نفر جمعیت دارد.